# ミクロネシア連邦の国旗
ミクロネシア連邦の国旗は、4個の星があしらわれた旗で、1979年11月10日に制定された。
水色地は太平洋を象徴し、白の4個の星はこの国の主要な諸島、チューク、ヤップ、ポンペイ、コスラエを象徴している。
1965年から太平洋諸島信託統治領でも同様のデザインで6個の星のものが使用されていた。うち3個は、パラオ、マーシャル諸島と北マリアナ諸島だが、これらはミクロネシア連邦に入るのを拒否。当時はコスラエはポンペイの一部だったが、今は一つの星になっている。

?太平洋諸島信託統治領時代に使用された6星旗
?縦横比3:2の国旗